# Karlheinz Brandenburg
Karlheinz Brandenburg (ur. 20 czerwca 1954 w Erlangen) – niemiecki inżynier dźwięku, który (wraz z Ernstem Eberleinem, Heinzem Gerhäuserem, Bernhardem Grillem, Jürgenem Herre i Haraldem Poppem) przyczynił się do wynalezienia formatu MP3 (MPEG Audio Layer 3).